# Stazione di Gazzo di Bigarello
Stazione di Gazzo di Bigarello vasútállomás Olaszországban, Lombardia régióban, San Giorgio Bigarello településen.

## Vasútvonalak
Az állomást az alábbi vasútvonalak érintik:
- Mantova-Monselice-vasútvonal

## Kapcsolódó állomások
A vasútállomáshoz az alábbi állomások vannak a legközelebb:
- Stazione di Mantova Frassine
- Stazione di Castel d'Ario